# Vitalij Petrov
Vitalij Alexandrovič Petrov (rusky Вита́лий Алекса́ндрович Петро́в) (* 8. září 1984 Vyborg, Rusko) je ruský automobilový závodník, bývalý pilot Formule 1 a vicemistr série GP2 z roku 2009. Přezdívá se mu „Vyborská raketa“. Ve Formuli 1 závodil v letech 2010–2012. Byl prvním ruským pilotem, který startoval v závodech F1.

## Kariéra ve Formuli 1

### 2010–2011: Renault

#### 2010
Vitalij Petrov se ve Formuli 1 poprvé představil při Grand Prix Bahrajnu 2010. Jeho první závod ukončila porucha, z následujících dvou závodů musel taktéž odstoupit. Poté následovalo sedmé místo v Číně a s ním první body.
V dalších pěti Velkých Cenách dojel na nebodovaných pozicích. Ve Velké Ceně Německa získal bod za desáté místo. Jeho nejlepším výsledkem sezony bylo páté místo z Velké Ceny Maďarska.
Při kvalifikaci do belgické Grand Prix havaroval hned v úvodní části, na svém kontě neměl žádný čas, a proto musel do závodu odstartovat z chvostu startovního pole. Dokázal se probojovat na deváté místo.
V dalších pěti závodech po Velké Ceně Belgie nebodoval, z toho ze dvou odstoupil. Posledním závodem ročníku 2010 byla Grand Prix Abú Dhabí, kde Petrov na šestém místě několik kol až do konce závodu držel za sebou Fernanda Alonsa a pomohl tím Sebastianu Vettelovi k zisku mistrovského titulu.
Vitalij Petrov sezonu ukončil na celkovém třináctém místě se 27 body na kontě.

#### 2011
Rok 2011 zahájil třetím místem ve Velké Ceně Austrálie. Po zbytek sezony už se na stupně vítězů nedostal, jeho druhým nejlepším výkonem bylo páté místo, které získal v Kanadě. Bodovat dokázal jen v osmi z devatenácti závodů. Na konci sezony měl 37 bodů a umístil se na desátém místě v konečném pořadí šampionátu jezdců.

### 2012:Caterham F1

#### 2012
Na začátku roku 2012 nahradil u týmu Caterham F1 Team v sedačce Itala Jarna Trulliho a doplnil v sedačce Fina Heikkiho Kovalainena.Nicméně bez sponzorů po sezoně musel ukončit kariéru v F1 a na rok 2013 dočasně kariéru přerušil.

## Mimo F1

### 2013
Rok 2013 strávil kariérní pauzou připraven se vrátit do F1 či obecně na další okruhové série.

### 2014–?: DTM-Mercedes

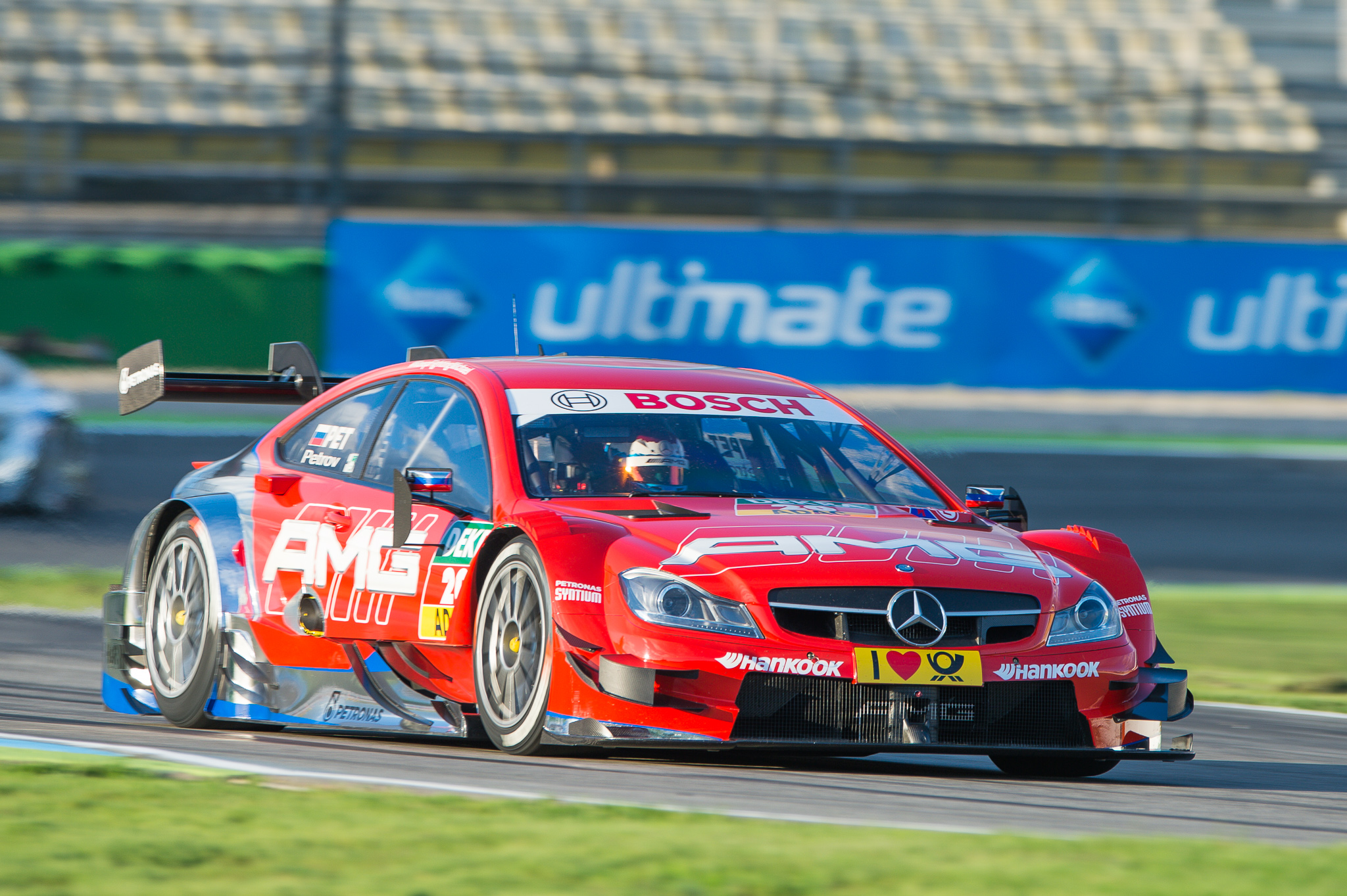
Petrov, Deutsche Tourenwagen Masters 2014 – Hockenheimring

Na začátku roku 2014 bylo oznámeno, že se zúčastní seriálu DTM, s týmem Mercedes, resp. jedním z jeho týmů – Mücke Motorport.

## Kompletní výsledky
| Legenda k tabulce | Legenda k tabulce                                                                       |
| Barva             | Výsledek                                                                                |
| ----------------- | --------------------------------------------------------------------------------------- |
| Zlatá             | Vítěz                                                                                   |
| Stříbrná          | 2. místo                                                                                |
| Bronzová          | 3. místo                                                                                |
| Zelená            | Bodované umístění                                                                       |
| Modrá             | Nebodované umístění                                                                     |
| Modrá             | Dokončil neklasifikován (NC)                                                            |
| Fialová           | Odstoupil (Ret)                                                                         |
| Červená           | Nekvalifikoval se (DNQ)                                                                 |
| Červená           | Nepředkvalifikoval se (DNPQ)                                                            |
| Černá             | Diskvalifikován (DSQ)                                                                   |
| Bílá              | Nestartoval (DNS)                                                                       |
| Bílá              | Závod zrušen (C)                                                                        |
| Světle modrá      | Pouze trénoval (PO)                                                                     |
| Světle modrá      | Páteční testovací jezdec (TD)                                                           |
| Bez barvy         | Netrénoval (DNP)                                                                        |
| Bez barvy         | Vyřazen (EX)                                                                            |
| Bez barvy         | Nepřijel (DNA)                                                                          |
| Bez barvy         | Odvolal účast (WD)                                                                      |
| Bez barvy         | Nezúčastnil se (prázdné)                                                                |
| Označení          | Význam                                                                                  |
| Tučnost           | Pole position                                                                           |
| Kurzíva           | Nejrychlejší kolo                                                                       |
| †                 | Jezdec nedojel do cíle, ale byl klasifikován, protože odjel více než 90 % délky závodu. |
| ‡                 | Byl udělován poloviční počet bodů, protože bylo odjeto méně než 75 % délky závodu.      |
| Horní index       | Umístění bodujících jezdců ve sprintu                                                   |

### Formule 1
| Rok  | Tým              | Šasi          | Motor                | 1       | 2       | 3       | 4      | 5      | 6       | 7      | 8      | 9       | 10     | 11     | 12     | 13      | 14     | 15     | 16      | 17      | 18     | 19     | 20     | Body | Umístění  |
| ---- | ---------------- | ------------- | -------------------- | ------- | ------- | ------- | ------ | ------ | ------- | ------ | ------ | ------- | ------ | ------ | ------ | ------- | ------ | ------ | ------- | ------- | ------ | ------ | ------ | ---- | --------- |
| 2010 | Renault F1 Team  | Renault R30   | Renault RS27 2,4 V8  | BHR Ret | AUS Ret | MAL Ret | CHN 7  | ESP 11 | MON 15† | TUR 13 | CAN 17 | EUR 14  | GBR 13 | GER 10 | HUN 5  | BEL 9   | ITA 13 | SIN 11 | JPN Ret | KOR Ret | BRA 16 | ABU 6  |        | 27   | 13. místo |
| 2011 | Lotus Renault GP | Renault R31   | Renault RS27 2,4 V8  | AUS 3   | MAL 17† | CHN 9   | TUR 8  | ESP 11 | MON Ret | CAN 5  | EUR 15 | GBR 12  | GER 10 | HUN 12 | BEL 9  | ITA Ret | SIN 17 | JPN 9  | KOR Ret | IND 11  | ABU 13 | BRA 10 |        | 37   | 10. místo |
| 2012 | Caterham F1 Team | Caterham CT01 | Renault RS27-2012 V8 | AUS Ret | MAL 16  | CHN 18  | BHR 16 | ESP 17 | MON Ret | CAN 19 | EUR 13 | GBR DNS | GER 16 | HUN 19 | BEL 14 | ITA 15  | SIN 19 | JPN 17 | KOR 16  | IND 17  | ABU 16 | USA 17 | BRA 11 | 0    | 19. místo |

### GP2 Series
| Rok  | Tým           | 1          | 2           | 3          | 4          | 5           | 6          | 7          | 8          | 9          | 10         | 11          | 12          | 13          | 14         | 15          | 16         | 17         | 18         | 19          | 20          | 21         | Body | Umístění  |
| ---- | ------------- | ---------- | ----------- | ---------- | ---------- | ----------- | ---------- | ---------- | ---------- | ---------- | ---------- | ----------- | ----------- | ----------- | ---------- | ----------- | ---------- | ---------- | ---------- | ----------- | ----------- | ---------- | ---- | --------- |
| 2006 | DPR Direxiv   | VAL FEA    | VAL SPR     | IMO FEA    | IMO SPR    | NÜR FEA     | NÜR SPR    | CAT FEA    | CAT SPR    | MON FEA    | SIL FEA    | SIL SPR     | MAG FEA     | MAG SPR     | HOC FEA 15 | HOC SPR 15  | HUN FEA 15 | HUN SPR 10 | IST FEA 16 | IST SPR 18  | MNZ FEA Ret | MNZ SPR 12 | 0    | 28. místo |
| 2007 | Campos Racing | BHR FEA 14 | BHR SPR 11  | ESP FEA 10 | ESP SPR 16 | MON FEA 6   | FRA FEA 5  | FRA SPR 5  | GBR FEA 9  | GBR SPR 9  | GER FEA 11 | GER SPR 17  | HUN FEA Ret | HUN SPR 9   | TUR FEA 17 | TUR SPR 5   | ITA FEA 12 | ITA SPR 12 | BEL FEA 9  | BEL SPR 11  | VAL FEA 1   | VAL SPR 8  | 21   | 13. místo |
| 2008 | Campos Racing | CAT FEA 6  | CAT SPR Ret | IST FEA 5  | IST SPR 2  | MON FEA Ret | MON SPR 15 | MAG FEA 4  | MAG SPR 18 | SIL FEA 10 | SIL SPR 5  | HOC FEA Ret | HOC SPR 12  | HUN FEA Ret | HUN SPR 9  | VAL FEA 1   | VAL SPR 15 | SPA FEA 4  | SPA SPR 3  | MNZ FEA Ret | MNZ SPR Ret |            | 39   | 7. místo  |
| 2009 | Barwa Addax   | CAT FEA 2  | CAT SPR 9   | MON FEA 2  | MON SPR 6  | IST FEA 1   | IST SPR 3  | SIL FEA 15 | SIL SPR 10 | NÜR FEA 4  | NÜR SPR 4  | HUN FEA Ret | HUN SPR 12  | VAL FEA 1   | VAL SPR 3  | SPA FEA Ret | SPA SPR 6  | MNZ FEA 2  | MNZ SPR 5  | ALG FEA 4   | ALG SPR Ret |            | 75   | 2. místo  |

### GP2 Asia Series
| Rok     | Tým           | 1            | 2           | 3         | 4         | 5           | 6           | 7          | 8         | 9          | 10           | 11          | 12          | Body | Umístění |
| ------- | ------------- | ------------ | ----------- | --------- | --------- | ----------- | ----------- | ---------- | --------- | ---------- | ------------ | ----------- | ----------- | ---- | -------- |
| 2008    | Campos Racing | DUB1 FEA Ret | DUB1 SPR 9  | SEN FEA 5 | SEN SPR 3 | SEP FEA 1   | SEP SPR 3   | BHR FEA 10 | BHR SPR 3 | DUB2 FEA 4 | DUB2 SPR Ret |             |             | 33   | 3. místo |
| 2008–09 | Campos Racing | SHI FEA 5    | SHI SPR Ret | DUB FEA 5 | DUB SPR C | BHR1 FEA 10 | BHR1 SPR 12 | LSL FEA 3  | LSL SPR 2 | SEP FEA 6  | SEP SPR 1    | BHR2 FEA 19 | BHR2 SPR 11 | 28   | 5. místo |